# Москаль (сорт часнику)
|вага=, |зберігання=, |вегетація=, 
Моска́ль — різновид озимого українського часнику.

## Опис
Стрілкуючий. Має головки типової форми, вагою 40—70 г у сухому стані, білу, соковиту, дуже гостру на смак м'якоть універсального застосування.
Вегетаційний період становить 100—115 днів. За посушливого літа має білий колір з ледь помітними фіолетовими прожилками, за вологого літа — фіолетово-смугастий.
Високоврожайний, урожайність становить до 140 кг на 0,01 Га.
Строк зберігання 6—8 місяців.
Характерна особливість сорту — чотири зубки в основній масі врожаю (до 80 %) та високе стебло до 1,2 м.

## Назва
Москалем українці також називають будь-який особливо пекучий часник.